# Rauhia multiflora
Rauhia multiflora là một loài thực vật có hoa trong họ Amaryllidaceae. Loài này được (Kunth) Ravenna miêu tả khoa học đầu tiên năm 1969.